# Nabú-naid
Nabú-naid (nevének jelentése: Nabu legyen magasztalva) vagy "Nabu dicséretet kapjon." (uralkodott Kr. e. 555 – Kr. e. 539) az Újbabiloni Birodalom utolsó, talán legkülönösebb királya volt. A korabeli források többnyire őrültnek állították be, a holt-tengeri tekercsek egyik története különös betegségéről ír, de benne tisztelhetjük az egyik első múzeumalapítót és régészt is, aki valószínűleg balul kiütő reformjaival vívta ki az utókor megvetését.

## Előélete
Hérodotosznál az 585-ös méd–lüd békekötés tárgyalásánál felbukkan a „babülóni Labünétosz”, aki a közvetítő szerepét játszotta. A történetírás atyja később, a perzsa I. Kürosz kapcsán ismét említ egy Labünétoszt, aki viszont Babilon királya. Ez utóbbi nyilvánvalóan Nabú-naid, az viszont nem tudható bizonyosan, hogy azonos-e a közvetítővel.
Az mindenesetre tudható, hogy apja, Nabú-balasztu-iqbi maga is tanult udvari méltóság, Harrán helytartója, édesanyja, Adad-Guppi pedig a harráni Szín-templom papnője volt, Nabú-naid pedig II. Nabú-kudurri-uszur és Nergal-sar-uszur udvarában egyaránt szolgált; feltételezhető, hogy szintén Nabú-kudurri-uszur veje volt.
Mivel Nabú-naid anyja, Adad-Guppi rendkívül sokáig (102-104 évig) élt, elképzelhető, hogy rokonságban állt az asszír uralkodóházzal is. A leletekből kiszámítható, hogy Kr. e. 648 körül született, és Kr. e. 547 körül halt meg. Fiára rendkívül nagy befolyással lehetett, ugyanis – azon túl, hogy sztélét állíttatott az emlékére – uralkodói pompával rendezett számára temetést.

## A Szín-reform
Nabú-naid propagandája közvetlen elődjéről, Lábási-Mardukról igen sötéten nyilatkozott, amivel talán annak valamiféle szellemi visszamaradottságára utalhatott. Nem csodálkozhatunk azonban azon, hogy elődjét rossz fényben próbálja feltüntetni, hiszen az ifjú Lábási-Marduk meggyilkolásában részt vevő udvari emberek között ott volt maga Nabú-naid is. Uralkodásának első éveit nyugati hadjáratokkal töltötte. Harráni feliratából kiderül, hogy Szín holdisten felszólítására kezdett az istenség templomának (Éhulhul) újjáépítésébe. A feliratok elég rejtélyesen fogalmaznak, de feltételezhető, hogy a papság elégedetlenséget, lázongást szított, ami – talán járvány okozta – népességcsökkenéshez vezetett. A felkelés oka valószínűleg a templomok felett megerősített királyi felügyelet, illetve esetleg a babiloni központú Marduk-kultusz háttérbe szorítása állt Szín holdisten tiszteletének javára. A király uralkodása végén valóban restauráltatta a harráni és uri Szín-szentélyt, En-nigaldi-Nanna nevű lányát pedig ez utóbbi papnőjévé tette ősi, akkád korba visszanyúló hagyományt felelevenítve. Mindazonáltal a többi szentély nem szenvedett jelentősebb kárt, a király azok számára is rendszeres adományokkal szolgált. (Sőt, a templomfelújítások közben jelentős régészeti felfedezéseket tett, amelyek eredményeit Babilonban ki is állíttatta.) Nabú-naid valószínűleg nem törekedett a Szín-kultusz kizárólagossá tételére.

## Az ismeretlen évek és a bukás
A lázadás végeztével (talán Kr. e. 552 körül) 10 évre az arabok közé költözött, és a Tajmá-oázistól Jaszribig (Medina) terjedő területen, a mai Szaúd-Arábia északnyugati részén tartózkodott – sőt talán uralkodott is. Kr. e. 541 táján hazatérve átvette az irányítást az addig teljhatalmú helyetteseként ténykedő fiától, Bél-sar-uszurtól, és véghezvitte a harráni templom újjáépítését.
A harráni építkezést az tette lehetővé, hogy a perzsa Kürosz leszámolt a várost addig ellenőrző médekkel, majd Lüdiában hódított. Ezek után azonban Babilónia ellen fordult. Nabú-naid felkészült a támadásra, de a perzsák Opisznál elsöpörték hadait, majd ellenállás nélkül bevonultak Szipparba és végül Babilon városába. Bél-sar-uszurt megölték – erről a Biblia is megemlékezik, ld. a híres „mené, mené, tekél, ufarszín/parszin” jelenet –, apja azonban valószínűleg életben maradt, és perzsa fogságban halt meg.
Kürosz nem rombolta le Babilon városát, sőt a források szerint örömujjongással fogadták. A perzsa birodalomalapító fő helyi támogatói a Marduk-papok voltak, akik az utolsó kháld király ellen hangolták a közvéleményt. Nabú-naid, a tudós reformer nevét kitörölték feliratairól.

## Lásd még
- Nabú-naid-legenda
- Nabú-naid-gúnyirat